# Le Froussard héroïque
Pour plus de détails, voir Fiche technique et Distribution.
Le Froussard héroïque (Royal Flash) est un film anglo-américain de Richard Lester, sorti en 1975. C'est l'adaptation du Prisonnier de Bismarck, deuxième volume de la série de romans Les Archives Flashman de George MacDonald Fraser. Le personnage éponyme, le capitaine Harry Paget Flashman, est interprété par Malcolm McDowell. Il s'agit d'un antihéros qui obtient titres, récompenses et honneurs par supercherie.

## Synopsis
Otto von Bismark olbige un illustre inconnu, Harry Flashman, à se faire passer pour un prince. Le but du prussien est d'assassiner le vrai prince, afin de réaliser l'unification des États allemands mais il devra aussi se débarrasser de Flashman.

## Fiche technique
- Titre : Le Froussard héroïque
- Titre original : Royal Flash
- Réalisation  : Richard Lester
- Scénario : George MacDonald Fraser, adapté de son roman Le Prisonnier de Bismarck
- Photographie : Geoffrey Unsworth
- Musique : Ken Thorne
- Production : Denis O'Dell et David V. Picker
- Société de production et de distribution : Twentieth Century Fox
- Langue : anglais
- Format : Technicolor - 1,85:1
- Genre : Aventures
- Durée : 102 minutes
- Dates de sortie : 
  - Royaume-Uni, Pays-Bas : 2 octobre 1975
  - États-Unis : 10 octobre 1975
  - France : 12 novembre 1975

## Distribution
- Malcolm McDowell (VF : Philippe Ogouz) : le capitaine Harry Paget Flashman
- Alan Bates (VF : Gabriel Cattand) : Rudi von Sternberg
- Florinda Bolkan (VF : Perrette Pradier) : Lola Montez
- Oliver Reed (VF : William Sabatier) : Otto von Bismarck
- Tom Bell : De Gautet
- Joss Ackland (VF : Claude Bertrand (acteur)) : Sapten
- Christopher Cazenove (VF : Jean-Pierre Leroux) : Eric Hansen
- Henry Cooper (VF : René Arrieu) : John Gully
- Lionel Jeffries : Kraftstein
- Alastair Sim (VF : Georges Riquier) : M. Greig
- Michael Hordern : le directeur
- Britt Ekland (VF : Ginette Pigeon) : la duchesse Irma
- Arthur Brough (VF : Roger Carel) : le roi Louis Ier de Bavière
- Stuart Rayner : Speedicut
- Leon Greene : Grundwig
- David Jason (VF : Pierre Trabaud) : le maire
- Bob Hoskins (VF : Jacques Balutin) : l'agent de Police
- Noel Johnson : le lord-chambellan Francis Conyngham
- Ben Aris : le pompier
- Rula Lenska : Helga